# Венцел Йозеф фон Колоредо
Венцел Йозеф фон Колоредо (на немски: Wenzel Joseph von Colloredo; Wenzel Joseph von Colloredo-Mels und Wallsee; * 15 октомври 1738, Виена; † 4 септември 1822, Виена) е граф на Колоредо, австрийски императорски фелдмаршал и рицар на Тевтонския орден.

## Живот
Той е четвъртият син на княз Рудолф Йозеф фон Колоредо (1706 – 1788), имперски вице-канцлер, и съпругата му графиня Мария Франциска Габриела фон Щархемберг (1707 – 1793), дъщеря на австрийския държавен и конференц-министър граф Гундакер Томас фон Щархемберг (1663 – 1745) и втората му съпруга графиня Мария Йозефа Йоргер цу Толет (1668 – 1746).
Венцел Йозеф влиза във войската преди избухването на Седемгодишната война. Той става през 1784 г. фелдмаршал-лейтенант, шеф на сухопътния регимент „Infanterieregiments No. 56“ и по време на Турската война през 1789 г. – фелдцойг-майстер. През 1792 г. се бие с успех в Нидерландия против Франция и участва през 1793 в битки и през 1795 г. при обсадата на Майнц. През 1796 г. Венцел Йозеф става командир на Моравия и след това инспектор на военната граница.
От 1805 до 1806 г. той е последният „комтур на Балай Кобленц“. От 1807 г. е президент на „политическия-икономически гремиум“ при дворцовия военен съвет. През 1808 г. е повишен на фелдмаршал.
Граф Венцел Йозеф фон Колоредо умира на 4 септември 1822 г. във Виена.